# Новини (телесеріал)
«Новини» (англ. «The Newsroom» — американський телесеріал про роботу вигаданого телеканалу Atlantis Cable News (ACN). Виробництво телекомпанії HBO. Вийшов в ефір 12 червня 2012 року. Остання серія вийшла 14 грудня 2014 року. Має три сезони на 10, 9 та 6 серій відповідно. За виконання головної ролі актор Джефф Деніелс отримав нагороду Primetime Emmy Award в 2013 році. Серіал відзначається достовірною демонстрацією специфіки роботи телевізійного каналу, швидким розгортанням кількох сюжетних ліній одночасно, а також детальним описом американської політики, зокрема Республіканської партії США, членом якої є головний персонаж Віл МакЕвой. Практично всі події, описані в серіалі, взяті з реального життя — зокрема детально описувалась робота каналу над новинами про вибух нафтової платформи «Deepwater Horizon» в Мексиканській затоці, критичне зростання державного боргу США, вбивство Осами бен Ладена, акцію «Захопи Волл-стріт», кліматичні зміни та справу Едварда Сноудена.

## Сюжет
Телеканал ACN хоч і тримається на другому рядку рейтингів, в тому числі завдяки своїй «зірці», популярному ведучому вечірніх новин Вілу МакЕвою, та втрачає при цьому свою суть — бути четвертою владою, робити гострі, актуальні репортажі та розслідування. Політика каналу стає беззубою, його власники намагаються в першу чергу догодити політикам та невибагливим глядачам. Така ситуація не влаштовує старого директора каналу Чарлі Скіннера, який всім серцем вболіває за свою роботу. Намагаючись щось змінити він розшукує Макензі МакХейл — колишню наречену МакЕвоя, яка щойно повернулася з тривалого відрядження до Афганістану, де вела військові репортажі з передової. Відчуваючи, що МакХейл може дати МакЕвою те, чого він зараз позбавлений — мети, котру хочеться досягнути — Скіннер наймає Макензі на посаду головного продюсера вечірніх новин з правом привести на роботу свою команду військових кореспондентів — прямих і чесних людей, що не звикли упадати за прихильністю політиків. В результаті канал знову починає набирати оберти популярності, як «канал чесних новин», та разом з тим вся нова команда включно з МакЕвоєм та Скіннером опиняється на прицілі як власників телеканалу, так і потужних гравців американської політики, яким завжди є що приховувати.

## Основні дійові особи
- Віл МакЕвой — Джефф Деніелс: головний персонаж, ведучий вечірніх новин, член Республіканської партії США, що він використовує для регулярної критики її політики. Має складний нервовий характер та тривалий досвід роботи прокурором, старі знайомства з якої інколи використовує в своїй роботі журналіста.
- Макензі МакХейл — Емілі Мортімер: новий головний продюсер вечірніх новин, колишня наречена МакЕвоя, пропрацювала більше двох років військовим кореспондентом після чого потрапила на ACN.
- Джим Харпер — Джон Галлагер-молодший: виконавчий продюсер вечірніх новин, до роботи в ACN був разом з Макензі військовим кореспондентом.
- Меггі Джордан — Елісон Пілл: приходить до ACN на стажування, розпочинає роботу секретарем МакЕвоя, згодом отримує підвищення до другого продюсера.
- Дон Кіфер — Томас Садоскі: колишній головний продюсер вечірніх новин, який втрачає посаду після приходу Макензі, попри це залишається в команді і працює продюсером денного ефіру.
- Ніл Сампат — Дев Пател: наймолодший співробітник, який самотужки працює інтернет-порталом телекомпанії, комп'ютерний геній, хакер, постійно намагається вибороти хоч крихту уваги до своєї роботи над телеканалом в мережі, важливість якої консервативно налаштовані старші за віком співробітники зазвичай вважають малозначною.
- Слоан Себбіт — Олівія Манн: доктор філософії з економіки, геній фінансового ринку, колишній викладач економіки в університеті і при цьому молода приваблива дівчина, що регулярно завдає їй клопоту через несерйозне ставлення до неї колег-чоловіків.
- Чарлі Скіннер — Сем Вотерстон: найстарший член команди, директор телекомпанії, який постійно прикриває промахи своїх колег перед керівництвом. Любить носити старомодний піджак та краватку-метелик, колишній морський піхотинець.
- Леона Ленсінг — Джейн Фонда: голова ради директорів компанії Atlantis World Media (AWM), дочірньою компанією якої є ACN. В телесеріалі з'являється лише коли у каналу виникають проблеми з політиками чи владою. На перше місце ставить свою компанію, через що регулярно свариться зі Скіннером та його командою, для яких головним є оприлюднення правди.
- Різ Ленсінг — Кріс Мессіна: син Леони, власник 45 % акцій Atlantis World Media (AWM), постійно намагається перетягнути на себе вплив в компанії і звільнитися з-під влади матері, досить безпринципний бізнесмен.

## Створення
Серіал «Новини» знімається в павільйоні № 7 студії Sunset Gower. В ролі офісної будівлі Atlantis World Media виступає хмарочос Bank of America Tower на перехресті Шостої авеню та Сорок другої стріт на Манхеттені. На відміну від звичайного стандарту для серіалів в 6-7 сторінок сценарій кожної серії серіалу займає 80-90 сторінок, а зйомка триває дев'ять днів — тому серіал відрізняється від 22-серійної тривалості стандартної для більшості телесеріалів. Пілотна серія була знята на плівку 16 мм, втім всі подальші серії знімаються на цифрові камери Arri Alexa.